# Onyxfloden
Onyxfloden är ett vattendrag i Antarktis. Den ligger i Wrightdalen och är Antarktis längsta flod. Den flödar västerut in i Vandasjön.